# Mniobia branchicola
Mniobia branchicola is een raderdiertjessoort uit de familie Philodinidae. De wetenschappelijke naam van deze soort is voor het eerst geldig gepubliceerd in 1895 door N?mec.